# Jarmila Škubová
Jarmila Škubová (* 7. května 1951 Praha) je česká filosofka, básnířka a novinářka. V roce 1993 se podílela na založení časopisu Sestra. Později založila magazín Florence.
Po absolvování střední průmyslové školy dopravní úspěšně složila přijímací zkoušky na Fakultu žurnalistiky Univerzity Karlovy. Už při nástupu na vysokoškolské studia měla za sebou publikaci prvního díla, kterou byla sbírka básní s názvem Krtek a chrtek (1959).

## Profesní kariéra
Po doktorátu z filozofie nastoupila do zpravodajství Československé televize, v roce 1972 byla vzhledem k jejímu protinormalizačnímu postoji donucena zpravodajskou redakci opustit. Nastoupila proto na Vysokou školu ekonomickou v Praze. V roce 1993 se hlavní měrou podílela na založení odborného časopisu Sestra, určený pro nelékařský zdravotnický personál, ve stejném roce iniciovala i vydávání magazínu Děti a my určený pro matky. Z pozice šéfredaktorky založila každoroční slavnostní vyhlašování ankety Sestra roku. V roce 1995 obdržela evropskou cenu za článek na téma sociální péče.[zdroj?]
Po akvizici časopisu Sestra vydavatelstvím Mladá fronta po neshodách s vydavatelem redakci opustila a založila konkurenční magazín Florence.

## Rodina
Jarmila Škubová je matkou českého novináře Jiřího Škuby (1980).